# 皮亚特拉斯·格里什基亚维丘斯
皮亚特拉斯·皮亚特罗维奇·格里什基亚维丘斯（1924年7月19日—1987年11月14日），立陶宛人，苏联党和国家领导人。曾任维尔纽斯市委第一书记，立陶宛共产党中央第一书记。

## 生平
- 1924年7月19日出生于立陶宛罗基什基斯区Kriaunos村的一个雇工家庭。
- 1941年卫国战争爆发后逃往苏联，在车里雅宾斯克州（现库尔干州）集体农庄务农。
- 1942年-1943年，第16步兵师服役。
- 1943年-1944年，罗基什基斯地区从事敌后作战和宣传工作。
- 1944年-1948年，新闻记者；罗基什基斯报副编辑，编辑。1945年加入联共（布）。1948年毕业于立陶宛共产党（布）中央高级党校。
- 1948年-1950年，立共（布）中央委员会讲师，宣传鼓动部负责人。
- 1950年-1951年，《立陶宛农民报》主编。
- 1951年-1953年，维尔纽斯州《红星报》编辑。
- 1953年-1955年，《真相报》副编辑。
- 1955年-1964年，立共维尔纽斯市委书记。期间，1958年毕业于苏共中央高级党校。
- 1964年-1971年，立共中央委员会组织部主任兼立共维尔纽斯市委第二书记。
- 1971年-1974年，立共维尔纽斯市委第一书记。
- 1974年2月-1987年11月，立共中央第一书记。期间，1979年-1987年，苏联最高苏维埃联盟院副主席。
- 1987年11月14日于维尔纽斯逝世，享年63岁。葬于安塔卡尼斯公墓。

格里什基亚维丘斯是苏共24-27大代表，第25-27届中央委员。第9-11届苏联最高苏维埃联盟院代表。

## 荣誉
- 两次列宁勋章
- 十月革命勋章
- 一级卫国战争勋章
- 二级卫国战争勋章
- 两次劳动红旗勋章
- 荣誉勋章
- 劳动优秀奖章
- 纪念列宁诞辰一百周年奖章
- 一级卫国战争游击队员奖章
- 1941-1945年伟大卫国战争战胜德国奖章
- 1941-1945年伟大卫国战争胜利二十周年奖章
- 1941-1945年伟大卫国战争胜利三十周年奖章
- 1941-1945年伟大卫国战争胜利四十周年奖章
- 苏联武装力量五十周年奖章
- 苏联武装力量六十周年奖章